# Celluloid Heroes
"Celluloid Heroes" is een nummer van de Britse band The Kinks. Het nummer verscheen op hun album Everybody's in Showbiz uit 1972. Op 24 november van dat jaar werd het uitgebracht als de tweede en laatste single van het album.

## Achtergrond
"Celluloid Heroes" is geschreven en geproduceerd door zanger Ray Davies. Hij schreef het nummer toen hij een tijdje aan Hollywood Boulevard woonde. In het nummer worden de successen en de tragiek van Hollywood samengebracht. In het nummer, waarin diverse sterren die op de Hollywood Walk of Fame staan worden bezongen, worden Greta Garbo, Rudolph Valentino, Béla Lugosi, Bette Davis, George Sanders, Marilyn Monroe en Mickey Rooney bij naam genoemd. In een aantal ingekorte versies worden de laatste drie echter niet genoemd.
"Celluloid Heroes" werd uitgebracht als de tweede single van Everybody's in Showbiz. In het Verenigd Koninkrijk werd de volledige versie van meer dan zes minuten uitgebracht, maar in de Verenigde Staten was de singleversie bijna twee minuten korter. Hoewel de voorgaande single "Supersonic Rocket Ship" een top 20-hit was, kwam "Celluloid Heroes" niet in de hitlijsten terecht. Enkel in Nederland werd de veertiende positie in de Tipparade bereikt. In 1980 verscheen een liveversie op One for the Road en in 2009 werd het opnieuw opgenomen voor The Kinks Choral Collection. In 1976 diende het tevens als titelnummer voor het verzamelalbum The Kinks' Greatest - Celluloid Heroes.
"Celluloid Heroes" is gecoverd door onder meer Blackmore's Night, Bon Jovi (live, samen met Ray Davies), Tim Curry, Joan Jett en Steve Vai.

## NPO Radio 2 Top 2000
| Nummer met noteringen in de NPO Radio 2 Top 2000 | '99 | '00 | '01 | '02 | '03 | '04 | '05 | '06 | '07 | '08 | '09 | '10 | '11 | '12  | '13  | '14  | '15  |
| ------------------------------------------------ | --- | --- | --- | --- | --- | --- | --- | --- | --- | --- | --- | --- | --- | ---- | ---- | ---- | ---- |
| Celluloid Heroes                                 | 588 | 102 | -   | 520 | 560 | 605 | 664 | 618 | 638 | 601 | 822 | 993 | 991 | 1176 | 1044 | 1130 | 1438 |

1. ↑  Een '-' betekent dat het nummer niet was genoteerd en een vetgedrukt getal geeft de hoogste notering aan.
2. ↑  Deze tabel is bijgewerkt tot en met de laatste editie (2024).